# Згорња Хајдина
Згорња Хајдина (словен. Zgornja Hajdina) је насеље и управно средиште општине Хајдина, која припада Подравској регији у Републици Словенији.
По попису становништва из 2011. године, насеље Згорња Хајдина имало је 858 становника.